# 미키 슬림

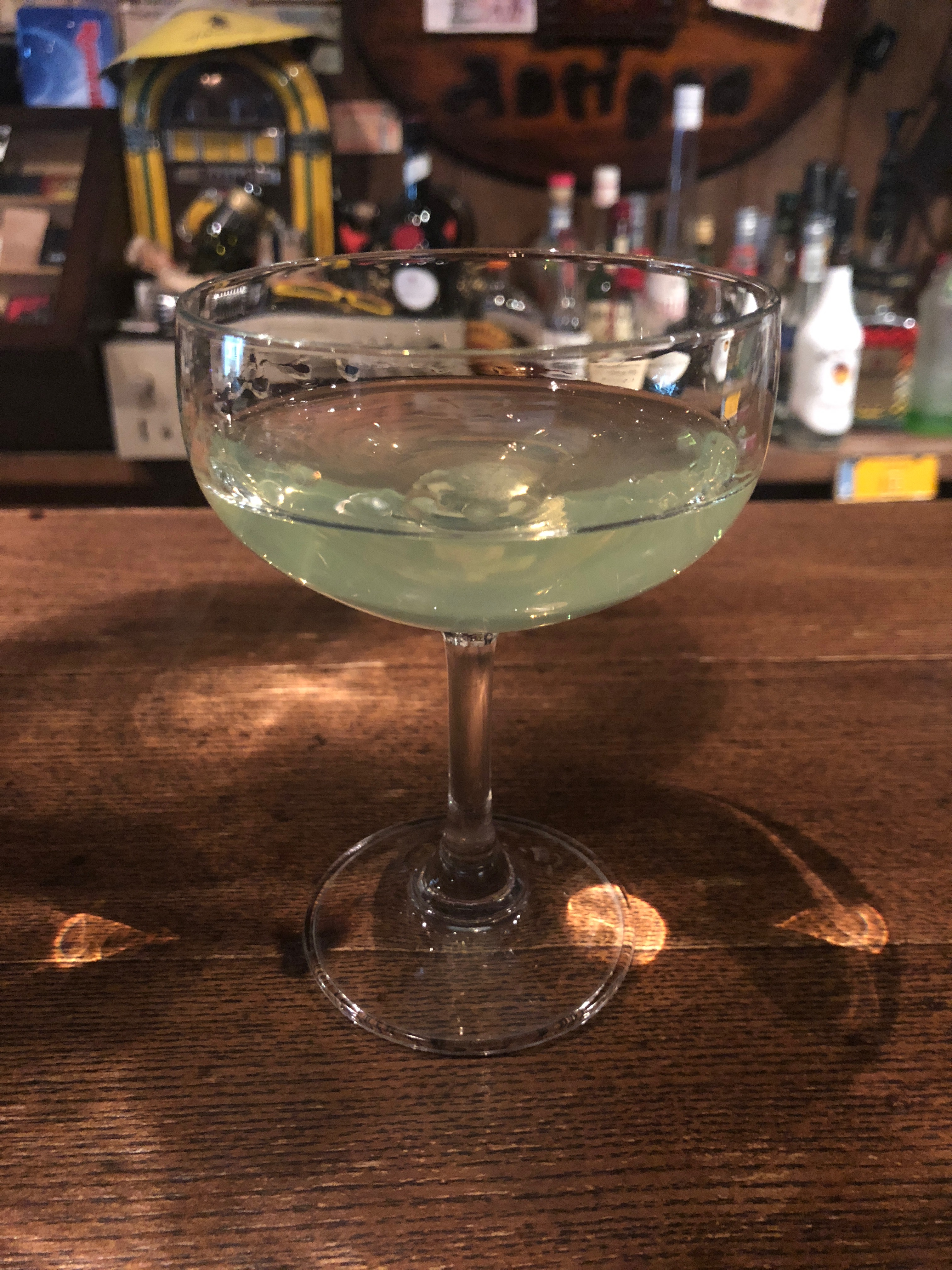
DDT가 제거된 현재의 미키 슬림 (압생트 기반)

미키 슬림(Mickey Slim)은 1940~1950년대 미국에서 만들어진 칵테일로, 현재는 만들어지지 않는 칵테일이다.

## 재료
- 진
- DDT 약간

## 기원
미키 슬림은 DDT가 허용되던 시기에 미국에서 만들어진 칵테일이다. Phil Baker의 The Dedalus Book of Absinthe에 따르면, 미키 슬림은 DDT약간과 진을 섞어서 만들었다고 한다. 현재 DDT는 세계 여러나라에서 금지하고 있다. 이 칵테일을 먹은 사람들은 이 칵테일이 압생트와 비슷한 효과를 낸다고 주장하였다.

## 참고 문헌
1. ↑  The Dedalus Book of Absinthe by Phil Baker (Dedalus, 2001) ISBN 1-873982-94-1. See also "In a green shade", Nicholas Lezard, The Guardian, December 15 2001